# Oscar Gatto
Pour les articles homonymes, voir Gatto.
Oscar Gatto, né le 1er janvier 1985 à Montebelluna, dans la province de Trévise en Vénétie, est un coureur cycliste italien. Professionnel entre 2007 et 2020, il a notamment remporté une étape du Tour d'Italie 2011 et plusieurs semi-classiques, dont À travers les Flandres en 2013.

## Biographie
En 2005 et 2006, sous le maillot de la formation Zalf Désirée Fior, Oscar Gatto est l'un des meilleurs coureurs amateurs de son pays, remportant notamment treize victoires lors de sa deuxième saison. Stagiaire au sein de LPR à la fin de l'année 2006, il signe en novembre 2006 un contrat de deux ans avec l'équipe ProTour allemande Gerolsteiner.
Durant sa première saison professionnelle, il se classe notamment deuxième de Paris-Corrèze derrière le Norvégien Edvald Boasson Hagen. Il participe au Tour d'Italie, durant lequel il obtient plusieurs places d'honneurs lors d'arrivées au sprint et termine 140e et dernier du classement général. En 2008, il abandonne le Giro lors de la quatorzième étape. 
Après l'arrêt de l'équipe Gerolsteiner, il rejoint en 2009 pour la nouvelle équipe continentale professionnelle ukrainienne ISD, dirigée par ses compatriotes Angelo Citracca et Luca Scinto. En février de cette année-là, il obtient sa première victoire en tant que professionnel, lors de la troisième étape du Tour de Sardaigne à Tortolì. La saison suivante, en plus de quelques places d'honneur, il gagne la Coppa Città di Stresa, l'une des deux épreuves du Grand Prix Nobili Rubinetterie.
En 2011, il change à nouveau d'équipe en signant avec l'équipe italienne de deuxième division Farnese Vini-Neri Sottoli. Il réalise la meilleure saison de sa carrière, remporte dès janvier une étape du Tour de la province de Reggio de Calabre. Le 14 mai, il remporte la huitième étape du Tour d'Italie à Tropea, devant Alberto Contador après une attaque en solitaire dans les deux derniers kilomètres. Dans la deuxième partie de la saison, il remporte également le Trophée Matteotti et le Tour de Romagne et Coppa Placci et se classe troisième de la Coppa Agostoni.
En 2012, il est troisième  des Strade Bianche. Entre août et septembre, il remporte le Tour de Vénétie-Coppa Placci et une étape du Tour de Padanie. Sélectionné en équipe nationale pour la course en ligne des championnats du monde à Valkenburg, il termine treizième. L'année suivante, sous le maillot Vini Fantini, il remporte À travers les Flandres, son premier succès en tant que professionnel à l'étranger (il devient également le premier Italien à remporter le semi-classique belge), et termine troisième du Grand Prix de l'industrie et de l'artisanat de Larciano. 
En 2014, il retourne en première division, au sein de l'équipe World Tour Cannondale. Il se classe huitième d'À travers les Flandres et gagne deux étapes du Tour d'Autriche. Il quitte l'équipe Cannondale à la fin de l'année 2014 et signe un contrat avec la formation de deuxième division Androni Giocattoli-Venezuela,.
Au cours de la saison 2015, il obtient plusieurs places d'honneurs sur les semi-classiques italiennes et s'adjuge les première et quatrième étapes du Sibiu Cycling Tour durant l'été. En fin d'année il est recruté par l'équipe World Tour Tinkoff. Il obtient sa seule victoire de la saison lors du Tour d'Andalousie où il remporte la troisième étape. Il participe pour la seule fois de sa carrière au Tour de France, qu'il termine à la 156e place.
En 2017, il s'engage avec l'équipe Astana, avec qui, il remporte le prologue du Tour d'Autriche. En 2019 et 2020, il effectue ses deux dernières saisons chez Bora-Hansgrohe et décide de mettre un terme à sa carrière de cycliste professionnel.

## Palmarès

### Palmarès amateur
| - 2002 - 3e du Gran Premio dell'Arno - 2003 - 3e du Gran Premio dell'Arno - 2004 - Gran Premio Cesare Moser - Gran Premio Site - Mémorial Gino Consigli - 3e du Circuito del Termen - 2005 - Circuito di Orsago - 4e étape du Giro Ciclistico Pesche Nettarine di Romagna - Giro della Provincia di Padova - 6e étape du Tour de la Vallée d'Aoste - Trophée de la ville de Conegliano - Giro del Canavese - Mémorial Assuero Barlottini - Gran Premio Site - Circuito del Pozzo - 2e du Circuito dell'Assunta - 2e du Gran Premio Fiera del Riso - 3e de l'Astico-Brenta | - 2006 - Circuito di Paderno - Coppa Città di Rosà - Circuito di Orsago - La Bolghera - Trophée Mario Zanchi - 6e étape du Tour des régions italiennes - Coppa Città di Asti - Grand Prix de Roncolevà - Gran Premio BCC Alta Padovana - 4e étape du Tour de Vénétie et des Dolomites - Medaglia d'Oro Città di Villanova - Gran Premio San Luigi - Trofeo Comune di Acquanegra sul Chiese - 2e de La Popolarissima - 2e du Circuito dell'Assunta - 2e de la Coppa San Vito |  |

### Palmarès professionnel
| - 2007 - 2e de Paris-Corrèze - 2009 - 3e étape du Tour de Sardaigne - 1reb étape de la Semaine internationale Coppi et Bartali (clm par équipes) - 2e du Tour de Sardaigne - 2010 - 1re étape du Brixia Tour (contre-la-montre par équipes) - Coppa Città di Stresa - 3e du Grand Prix Kranj - 2011 - 2e étape du Tour de la province de Reggio de Calabre - 8e étape du Tour d'Italie - Trophée Matteotti - Tour de Romagne et Coppa Placci - 3e de la Coppa Agostoni - 2012 - Tour de Vénétie-Coppa Placci - 3e étape du Tour de Padanie - 3e des Strade Bianche | - 2013 - À travers les Flandres - 3e du Grand Prix de l'industrie et de l'artisanat de Larciano - 2014 - 2e et 4e étapes du Tour d'Autriche - 2015 - 1re et 4e étapes du Sibiu Cycling Tour - 2016 - 3e étape du Tour d'Andalousie - 3e de l'Arctic Race of Norway - 2017 - Prologue du Tour d'Autriche - 5e du Circuit Het Nieuwsblad |  |

## Résultats sur les grands tours

### Tour de France
1 participation
- 2016 : 156e

### Tour d'Italie
8 participations
- 2007 : 141e
- 2008 : abandon (14e étape)
- 2009 : 149e
- 2011 : 105e, vainqueur de la 8e étape
- 2012 : 113e
- 2013 : 98e
- 2014 : 116e
- 2015 : non-partant (15e étape)

### Tour d'Espagne
2 participations
- 2008 : 127e
- 2014 : abandon (16e étape)

## Classements mondiaux
| Année            | 2005 | 2006 | 2007 | 2008 | 2009 | 2010 | 2011 | 2012 | 2013 |
| ---------------- | ---- | ---- | ---- | ---- | ---- | ---- | ---- | ---- | ---- |
| UCI America Tour |      |      |      |      | 216e |      |      |      |      |
| UCI Asia Tour    |      |      |      |      |      |      | 303e |      |      |
| UCI Europe Tour  | 370e | 244e |      |      | 149e | 33e  | 22e  | 41e  | 48e  |